# Течић
Течић је насеље у Србији у општини Рековац у Поморавском округу. Према попису из 2022. било је 438 становника.

## Историја
До Другог српског устанка Течић се налазио у саставу Османског царства. Након Другог српског устанка Течић улази у састав Кнежевине Србије и административно је припадао Јагодинској нахији и Левачкој кнежини све до 1834. године када је Србија подељена на сердарства.
Овде се налази Запис дуд у порти (Течић), Запис Јовановића јасен (Течић), Запис Станојевића крушка (Течић), Запис Јевтића крушка (Течић) и Запис Вељковића јасен (Течић).

## Демографија
У насељу Течић живи 551 пунолетни становник, а просечна старост становништва износи 46,6 година (45,3 код мушкараца и 47,8 код жена). У насељу има 234 домаћинства, а просечан број чланова по домаћинству је 2,82.
Ово насеље је великим делом насељено Србима (према попису из 2002. године), а у последња три пописа, примећен је пад у броју становника.
|  |

| Демографија | Демографија | Демографија |
| Година      | Становника  | Становника  |
| ----------- | ----------- | ----------- |
| 1948.       | 1.217       |             |
| 1953.       | 1.186       |             |
| 1961.       | 1.078       |             |
| 1971.       | 955         |             |
| 1981.       | 860         |             |
| 1991.       | 781         | 767         |
| 2002.       | 660         | 686         |
| 2011.       | 590         |             |

| Етнички састав према попису из 2002.‍ | Етнички састав према попису из 2002.‍ | Етнички састав према попису из 2002.‍ | Етнички састав према попису из 2002.‍ | Етнички састав према попису из 2002.‍ |
| ------------------------------------ | ------------------------------------ | ------------------------------------ | ------------------------------------ | ------------------------------------ |
|                                      |                                      |                                      |                                      |                                      |
| Срби                                 | Срби                                 |                                      | 659                                  | 99,84%                               |
| непознато                            | непознато                            |                                      | 1                                    | 0,15%                                |

| Течић у пописима Јагодинске нахије — од 1818. до 1829.                            |       |       |       |       |       |       |          |       |       |       |       |       |
| Година пописа                                                                     | 1818. | 1819. | 1820. | 1821. | 1822. | 1823. | 1824/25. | 1825. | 1826. | 1827. | 1828. | 1829. |
| Куће                                                                              | 25    | 26    | 26    | 26    | 27    | 27    | 29       | 31    | 28    | 29    | 31    | 31    |
| Пореске главе*                                                                    | -     | 38    | 37    | 34    | 34    | 35    | 38       | 38    | 34    | 35    | 35    | 33    |
| Арачке главе**                                                                    | 59    | 72    | 76    | 74    | 76    | 71    | 79       | 80    | 81    | 82    | 82    | 79    |
| *Пореске главе = Ожењени мушкарци \| ** Арачке главе = Мушкарци од 7 до 70 година |       |       |       |       |       |       |          |       |       |       |       |       |

| Година пописа     | 1948. | 1953. | 1961. | 1971. | 1981. | 1991. | 2002. |
| ----------------- | ----- | ----- | ----- | ----- | ----- | ----- | ----- |
| Број домаћинстава | 231   | 243   | 267   | 270   | 265   | 246   | 234   |

| Број чланова      | 1  | 2  | 3  | 4  | 5  | 6  | 7 | 8 | 9 | 10 и више | Просек |
| ----------------- | -- | -- | -- | -- | -- | -- | - | - | - | --------- | ------ |
| Број домаћинстава | 60 | 67 | 27 | 41 | 19 | 15 | 4 | 1 | 0 | 0         | 2,82   |

| Пол    | Укупно | Неожењен/Неудата | Ожењен/Удата | Удовац/Удовица | Разведен/Разведена | Непознато |
| ------ | ------ | ---------------- | ------------ | -------------- | ------------------ | --------- |
| Мушки  | 270    | 56               | 188          | 20             | 6                  | 0         |
| Женски | 298    | 39               | 194          | 61             | 4                  | 0         |
| УКУПНО | 568    | 95               | 382          | 81             | 10                 | 0         |

| Пол    | Укупно                    | Пољопривреда, лов и шумарство | Рибарство                            | Вађење руде и камена | Прерађивачка индустрија       |
| ------ | ------------------------- | ----------------------------- | ------------------------------------ | -------------------- | ----------------------------- |
| Мушки  | 112                       | 34                            | 0                                    | 0                    | 39                            |
| Женски | 59                        | 22                            | 0                                    | 0                    | 12                            |
| УКУПНО | 171                       | 56                            | 0                                    | 0                    | 51                            |
| Пол    | Производња и снабдевање   | Грађевинарство                | Трговина                             | Хотели и ресторани   | Саобраћај, складиштење и везе |
| Мушки  | 5                         | 0                             | 6                                    | 1                    | 9                             |
| Женски | 1                         | 0                             | 10                                   | 0                    | 2                             |
| УКУПНО | 6                         | 0                             | 16                                   | 1                    | 11                            |
| Пол    | Финансијско посредовање   | Некретнине                    | Државна управа и одбрана             | Образовање           | Здравствени и социјални рад   |
| Мушки  | 0                         | 1                             | 11                                   | 4                    | 0                             |
| Женски | 0                         | 0                             | 2                                    | 7                    | 3                             |
| УКУПНО | 0                         | 1                             | 13                                   | 11                   | 3                             |
| Пол    | Остале услужне активности | Приватна домаћинства          | Екстериторијалне организације и тела | Непознато            | Непознато                     |
| Мушки  | 1                         | 0                             | 0                                    | 1                    | 1                             |
| Женски | 0                         | 0                             | 0                                    | 0                    | 0                             |
| УКУПНО | 1                         | 0                             | 0                                    | 1                    | 1                             |